# Ceromya lavinia
Ceromya lavinia là một loài ruồi trong họ Tachinidae.